# ليو روتينز
ليو روتينز (بالإنجليزية: Leo Rautins)‏ مواليد 20 مارس 1960 في تورونتو، هو مدرب كرة سلة كندي ولاعب سابق. بدأ مسيرته الاحترافية في سنة 1983. تم اختياره من قبل فريق فيلادلفيا سفنتي سيكسرز خلال الدرافت. يبلغ طوله 6 قدم 8 بوصة (2.0 م). حقق المركز الثاني في بطولة أمم الأمريكتين لكرة السلة 1980. اعتزل اللعب في 1993.

## المسيرة الاحترافية
لعب مع فيلادلفيا سفنتي سيكسرز في موسم 1983–1984، ثم لعب مع أتلانتا هوكس في سنة 1984، ثم لعب مع فيرتوس روما في الدوري الإيطالي في موسم 1985–1986، ثم لعب مع بالونكيستو مالقا في الدوري الإسباني في سنة 1991، ثم لعب مع نادي أورينسي لكرة السلة في سنة 1992، ثم لعب مع أسفيل باسكت في الدوري الفرنسي في موسم 1992–1993.

## روابط خارجية
- ليو روتينز على موقع الاتحاد الدولي لكرة السلة (الإنجليزية)
- ليو روتينز على موقع إن بي أي (الإنجليزية)
- ليو روتينز على موقع سبورتس رفرنس (الإنجليزية)
- ليو روتينز على موقع الدوري الإسباني لكرة السلة (الإسبانية)
- ليو روتينز على موقع كلية كرة السلة في سبورتس رفرنس.كوم (الإنجليزية)
- ليو روتينز على موقع ريلجم (الإنجليزية)
- ليو روتينز على موقع بروبوليرز (الإنجليزية)
- ليو روتينز على موقع سبورتس رفرنس (الإنجليزية)
- ليو روتينز على موقع قاعة أونتاريو للمشاهير الرياضية (مؤرشف) (الإنجليزية)